# طرح كاد يك (مقاطعة فيروزآباد)
طرح كاد يك (بالإنجليزية: Mazraeh-ye Tareh Kad Shomareh-ye Yek)‏ هي human-geographic territorial entity تقع في فارس في إيران.